# Fahndungsfoto

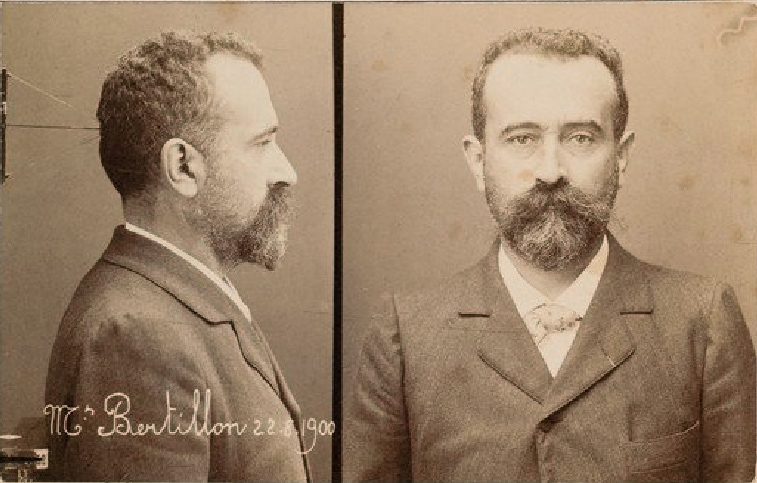
Selbstportrait-Fahndungsfoto von Alphonse Bertillon, der diese Art Fotografie entwickelt und standardisiert hat

Ein Fahndungsfoto zeigt eine von den staatlichen Behörden gesuchte Person und dient der Einbindung der Bevölkerung in die Personenfahndung. Meist folgen diesem detailliertere Informationen über den/die Gesuchte/n sowie eine Kontaktadresse, unter der sachdienliche Hinweise gegeben werden können. Sie werden zur Bekämpfung von Kriminalität (oder was unter der jeweiligen Regierung als solche definiert ist) eingesetzt. 
Die Fahndungsfotos werden dazu je nach vermutetem Aufenthaltsort der gesuchten Person an die Bevölkerung gebracht. Häufige Publikationsformen sind Plakate und/oder Artikel in regional oder auch landesweit erscheinenden Tageszeitungen. Eine mögliche Quelle von Fahndungsfotos sind Mug shots.